# Falç de Fetillera
Falç de Fetillera és l'actual nom de la banda anteriorment coneguda com a Falç de Metzinera. És una banda de folk, rock, stoner, doom, i música tribal de fusió amb el món ocult de Barcelona. Està formada per dos músics i una ballarina, la Marta Moreno a la veu, flauta, baix i tambor, la Claudia González a la veu, bateria, percussions, i flauta, i l'Anna de Mas com a ballarina, tambor, i cròtals, tot i que a vegades s'acompanyen de més ballarines (la Marta Eres, la Nur Bloodrose, la Susan Le Noir, la Zana) i altres músics de suport en viu com ara l'Ivan Ruiz (Greus, Moksha, Shorebreak, XMilk) a la bateria, la Laura Carreras com a vocalista, l'Ismael Viru com a suport de percussions i ambient, i l'Anna Puerto a la gralla. Les seves actuacions en viu s'inspiren en les vivències personals de la bruixeria tradicional i la figura de les bruixes a Catalunya, inspirant-se en el més primitiu, i mesclant música, narració, dansa i foc. El 21 de juny de 2023 publicaren nou àlbum "Vol II" compost per separat entre la Bretanya Francesa (Claudia) i Sabadell (Marta), però sense deixar de banda la temàtica de la bruixeria i els sortilegis en les lletres, alhora que seguiren introduint els temes amb bases instrumentals i versos parlats.
El 2024 es produeix un canvi en la formació que impulsa a fer un canvi de cicle en la banda, el qual dona com a resultat Falç de Fetillera.

## Discografia
| 1.            | «Cau el Sol»                                      | 03:00 |
| 2.            | «Interludi (Versió de "Karchata", Folknery 2013)» | 03:29 |
| 3.            | «Ell la vol alliberar»                            | 02:06 |
| 4.            | «Fongs i Herbes»                                  | 04:52 |
| 5.            | «Vol I»                                           | 04:32 |
| Durada total: | Durada total:                                     | 17:59 |

| 1.            | «Acte I»               | 03:22 |
| 2.            | «La Tempesta»          | 03:17 |
| 3.            | «El Guia»              | 02:56 |
| 4.            | «La Filla i la Ferida» | 03:54 |
| 5.            | «Acte II»              | 01:50 |
| 6.            | «L'Afrodisíac»         | 03:15 |
| 7.            | «Sant Silvestre»       | 05:12 |
| 8.            | «La Foguera»           | 02:30 |
| 9.            | «Acte III»             | 01:05 |
| 10.           | «Foc Entre Les Banyes» | 03:18 |
| 11.           | «El Carro»             | 04:52 |
| 12.           | «Vol II»               | 04:35 |
| Durada total: | Durada total:          | 40:12 |